# Mónica Sintra
Mónica Sintra, nome artístico de Mónica Alexandra Correia Cachopo, (Lisboa, 10 de Junho de 1978) é uma cantora portuguesa.

## Carreira
Em 1992 entrou para os Jovens Cantores de Lisboa, coro dirigido pela cantora Ana Faria com quem gravou dois discos. Participou num concurso musical do programa de televisão "Momentos de Glória", da TVI, apresentado por Manuel Luis Goucha, onde obteve o primeiro lugar.
Iniciou aulas de canto com a professora Cristina de Castro. Em 1994 lança o seu registo de estreia Tu És o Meu Herói. Em 1995 lança o disco "Bola de Cristal" através da mesma editora. É também nesta altura que ingressa no corpo voluntário dos Bombeiros de Sintra, actividade pela qual se torna muito querida do público.
Em 1997 participou no projecto "De mãos dadas", lançado pela editora Lusosom, com artistas como Claudisabel, Chiquita, António Rosa, Hugo Manuel, Nelo Ferreira, Miguel Moreno, Sandra Helena, Maria Mendes, Sérgio Agón, Jessé, Sérgio Nunes, Miguel Rivotti e Karla & Paquito.
Em 1998, com a gravação do disco "Afinal havia outra", recebe o seu primeiro disco de platina, galardão que repete no ano seguinte com o disco "Na minha cama com ela".
No ano de 2004 participa na revista "Arre Potter, que é Demais", no Parque Mayer. É lançado o livro "A um Passo do Abismo".
Em 2006 lançou o disco À Espera de Ti que marcou um ponto de viragem na carreira da cantora. Dois anos depois é editado Acredita.
Participa no projecto "Coração Português" com nomes como José Alberto Reis e Pedro Camilo. 2011 é o ano de Um Grande Amor que teve produção de Ménito Ramos. 
Presentemente continua a lançar álbuns de música portuguesa, a dar concertos e empresta ainda a sua voz a várias bandas sonoras televisivas.
A canção "Afinal havia outra" foi interpretada em versão inglesa pelo cantor David Fonseca a pedido dos Gato Fedorento e foi cantada na XXXVII Gala dos Tesourinhos Deprimentes.
Em 2018 participou no programa "A Tua Cara Não Me é Estranha" da TVI.
Foi comentadora convidada do "Late Night Secret", da Casa dos Segredos 7.
Desde 2021, é comentadora residente do programa da SIC, "Alô Portugal". 
A partir de março de 2023 passa a fazer parte do painel de jurados do novo programa da RTP1, "Estrelas ao Sábado".

## Vida pessoal
Foi mãe pela primeira vez a 8 de Dezembro de 2010, quando nasceu o filho Duarte.
Em fevereiro de 2024 a cantora foi condenada pelo Tribunal de Loures a seis meses de prisão com pena suspensa durante um ano e ainda ao pagamento de uma indemnização cível de 12.500 euros. Mónica Sintra também foi condenada a publicar a decisão do tribunal na sua página de Facebook e em algumas revistas.
Em causa está um crime de difamação agravado cometido contra o juiz Joaquim Manuel Silva.
O crime foi cometido em 2020, numa altura em que a prostituta e defensora da legalização desta atividade em Portugal, Ana Loureiro, ter afirmado que o magistrado recebia serviços sexuais enquanto ouvia os testemunhos de crianças. Depois da polémica se ter instalado, Mónica Sintra publicou no Facebook não ficar surpreendida com as afirmações de Ana Loureiro.

## Discografia
- 1994 - És Meu Herói (K7, Genisom)
- 1994 - Bola de Cristal (CD, Genisom)
- 1998 - Afinal Havia Outra (CD, Lusosom)
- 1999 - Na Minha Cama com Ela (CD, Lusosom)
- 2001 - Cantar o Amor (CD, Lusosom)
- 2002 - The Best Of (CD, Lusosom)
- 2002 - Tudo Por Amor (Single, Farol)
- 2002 - Sempre Tua (CD, Vidisco)
- 2003 - O Meu Olhar (CD, Vidisco)
- 2004 - O Melhor de Mónica Sintra (CD, Vidisco)
- 2006 - À Espera de Ti (CD, Vidisco)
- 2008 - Colecção Platina (CD, Vidisco)
- 2008 - Acredita (CD, Espacial)
- 2011 - Um Grande Amor (CD, DuplaM Produções/Distrirecords)
- 2013 - 1.2.3 Dança Outra Vez (Single)
- 2013 - Quando a noite cai (single)
- 2013 - Um Mundo Melhor (Single, Vidisco)
- 2015 - Não Voltes a Dizer (Single, Vidisco)
- 2016 - Mais Mulher (Single)
- 2018 - É bom que me beijes (Single)
- 2018 - 25 Anos de Amor (CD, Vidisco)
- 2019 - A noite grita por mim (Single)
- 2019 - Em Tudo Foste o Melhor (Single)
- 2019 - Caviar (Single)

## Filmografia

### Televisão
| Ano             | Projeto                                   | Papel                 | Notas                                                        | Canal |
| --------------- | ----------------------------------------- | --------------------- | ------------------------------------------------------------ | ----- |
| 1993            | Momentos de Glória                        | Ela Própria           | Concorrente                                                  | TVI   |
| 2018            | Casa dos Segredos 7                       | Ela Própria           | Comentadora convidada do bloco "Late Night Secret"           | TVI   |
| 2018            | A Tua Cara Não Me É Estranha 5            | Várias interpretações | Concorrente                                                  | TVI   |
| 2020 - 2021     | Passadeira Vermelha                       | Ela Própria           | Comentadora                                                  | SIC   |
| 2021            | A Máscara 2                               | Tigre                 | Concorrente (Ep.1 ao 4)                                      | SIC   |
| 2021            | Amor Amor                                 | Ela Própria           | Participação especial                                        | SIC   |
| 2021 - 2024     | Alô Portugal                              | Ela Própria           | Comentadora da rubrica "Tertúlia da Manhã"                   | SIC   |
| 2022            | Domingão Especial Associações Recreativas | Ela Própria           | Apresentadora substituta do camião-palco, ao lado de Emanuel | SIC   |
| 2023            | Olhá SIC                                  | Ela Própria           | Apresentadora                                                | SIC   |
| 2023 - presente | Estrelas ao Sábado                        | Ela Própria           | Jurada                                                       | RTP1  |